# Orectognathus phyllobates
Orectognathus phyllobates är en myrart som beskrevs av Brown 1958. Orectognathus phyllobates ingår i släktet Orectognathus och familjen myror. Inga underarter finns listade i Catalogue of Life.